# Vîșneve, Orjîțea
Vîșneve (în ucraineană Вишневе) este localitatea de reședință a comunei Kuibîșeve din raionul Orjîțea, regiunea Poltava, Ucraina.

## Demografie
Componența lingvistică a localității Vîșneve
     Ucraineană (95,91%)
     Rusă (2,38%)
     Română (1,04%)
     Alte limbi (0,45%)
Conform recensământului din 2001, majoritatea populației localității Vîșneve era vorbitoare de ucraineană (95,91%), existând în minoritate și vorbitori de rusă (2,38%) și română (1,04%).